# Андрюэ, Жиль
Жиль Андрюэ (фр. Gilles Andruet; род. 30 марта 1958, Версаль, Франция — 22 августа 1995, Со-ле-Шартре) — французский шахматист, международный мастер (1982).
Чемпион Франции 1988 года. 
В составе национальной сборной участник 3-х Олимпиад (1982—1984, 1988) и 9-го командного чемпионата Европы (1989) в Хайфе.
Сын известного автогонщика Жан-Клода Андрюэ.
Убит в 1995 году.

## Изменения рейтинга
| Графики недоступны из-за технических проблем. См. информацию на Фабрикаторе и на mediawiki.org. |